# Tipula mitocera
Tipula mitocera är en tvåvingeart som beskrevs av Alexander 1927. Tipula mitocera ingår i släktet Tipula och familjen storharkrankar. Inga underarter finns listade i Catalogue of Life.